# Габровиця-при-Комну
Габровиця-при-Комну (словен. Gabrovica pri Komnu) — поселення в общині Комен, Регіон Обално-крашка, Словенія. Висота над рівнем моря: 278,2 м.